# 玛尔塔·曼格
玛尔塔·曼格（西班牙語：Marta Mangué，1983年4月23日—），西班牙女子手球运动员。她曾代表西班牙参加2004年、2012年和2016年夏季奥林匹克运动会手球比赛，其中2012年奥运会获得一枚铜牌。